# ЛуАЗ-969М
ЛуАЗ-969М — радянський повноприводний автомобіль, який випускався на Луцькому автомобільному заводі з 1979 по 1992 рік, як модифікація моделі ЛуАЗ-969А. Від попередника відрізнявся оновленим дизайном та покращеними ходовими властивостями. В народі відомий як «Волинець».

## Історія моделі
Свою історію автомобіль розпочав у 1977 році, коли на заводі розпочали роботу над вдосконаленням моделі ЛуАЗ-969А. Дебют моделі відбувся у 1978 р. на міжнародному автосалоні в Турині, і за його результатами ЛуАЗ-969М увійшов в десятку найкращих повнопривідних автомобілів Європи. Липень 1979 р. ознаменувався для цієї моделі ще однією нагородою: на міжнародній виставці «Земля-годувальниця», що проходила в Чехії, автомобіль був відзначений золотою медаллю як один із найкращих автомобілів для села. З 1979 р. по наші дні автомобіль використовується в основному у сільській місцевості, оскільки має бездоганні позашляхові властивості. З 1983 року, окрім СРСР, модель експортувалася фірмою Mortarelli до країн Західної Європи, зокрема до Італії. Але експортний варіант зазнавав значної модернізації, яку проводили не на заводі, а в Італії. Встановлювався новий, потужніший та економічніший двигун компанії Ford, були замінені колісні диски, та видозмінений салон. Загалом станом на 1989 р. з конвеєра зійшло 126 893 автомобілі[джерело?].

## Загальна інформація

Мал. 1. Розміри автомобіля ЛуАЗ-969М

Мал. 2. Маркування автомобіля

Мал. 3. Панель приладів

Мал. 4. Панель приладів із додатковим вмикачем

Мал. 5. Органи керування та елементи робочого місця водія

Основні розміри представлені на малюнку 1, є однією з головних переваг автомобіля. Завдяки таким габаритам, автомобіль нещадно підкорює найскладніше бездоріжжя, та практичний в багатьох галузях застосування.

### Маркування автомобіля
Маркування автомобіля здійснювалось згідно з діючими тоді стандартами шляхом нанесення на заводську табличку та на кузов автомобіля ідентифікаційного номера. Також здійснюється маркування для основних агрегатів. Номер агрегату складається із 2-х частин: моделі і порядкового номера. Останній наноситься на деталь корпусу: номер двигуна вибивається на блоці колінчастого вала, КПП — у верхній частині корпусу, номер редуктора заднього моста — у верхній частині корпусу, разом із кріпленням приводного вала.

### Органи керування
Розташування органів керування та робочого місця водія є достатньо комфортним. Сидіння водія запозичене у ЗАЗу. Завдяки компактності, у салоні та малій площі передньої частини автомобіля забезпечується широкий огляд для водія, чого не було у попередніх моделях. Загалом, до органів керування автомобілем можна віднести такі вузли як:
- Панель приладів
- Функціональну панель
- Кермо та підкермові вмикачі
- Педалі та важелі перемикання швидкостей

Панель приладів, що зображена на малюнках 3,4, містить в собі такі елементи:
- Спідометр (4)
- Амперметр (6)
- Покажчик рівня палива (7)
- Покажчик температури оливи (8)
- Покажчик рівня оливи (1)
- Контрольна лампа вмикання дальнього світла (3)
- Контрольна лампа увімкнення поворотів автомобіля (2)
- Контрольна лампа сигналізації правильної роботи гальмівного привода (5)

Функціональна панель (Мал. 5) вміщає в себе щиток вмикачів, попільничку та ліхтар для освітлення салону.
Щиток вмикачів має у своєму складі 4 ручки:
- Ручка перемикання центрального світла (10)
- Комбінована ручка вимикача електродвигуна двірників і склоомиваючого насоса (11)
- Ручка для перемикання режимів обігрівача (12)
- Ручка привода повітряної заслінки карбюратора (14)

Усі чотири ручки діють за єдиним принципом трьох положень, згідно з яким водій відтягує ручку до себе, при цьому змінюючи її положення I, II або III. На конкретному положенні ручка фіксується, що забезпечує високу надійність вмикачів даного типу. Також слід зазначити, що кожне положення виконує свою, конкретну функцію, але в усіх чотирьох перемикачах положення I, це так зване «спляче положення», тобто ручка стоїть на місці, «втоплена», наприклад: коли водій відтягує ручку перемикання центрального світла на себе вона переміщається із I положення у II, при цьому вмикається світло у підфарниках та задніх ліхтарях, табличці номерного знаку та підсвічування панелі приладів, при подальшому відтягуванні ручки у положення III, вмикаються фари.
Кермо та підкермові вмикачі (Мал. 5)
До цієї категорії відносяться такі вмикачі:
- Кнопка звукового сигналу (5)
- Важіль перемикання світла фар (28)
- Важіль перемикання поворотів (34)
- Кнопка вмикання аварійної сигналізації (2)
- Ручка для керування жалюзі терморегулятора (31)
- Штепсельна розетка (32)
- Ручка для відкривання капоту (30)
- Ручка привода люка вентиляції (18)

Педалі керування швидкістю та важелі КПП (Мал. 5)
Цей автомобіль має у своєму складі такі педалі:
- Педаль газу (23)
- Педаль гальм (25)
- Педаль зчеплення (27)

До важелів перемикання передач відносяться:
- Основний важіль КПП (19)
- Важіль вмикання редуктора заднього моста та понижуючої передачі (21)
- Важіль блокування заднього диференціала (20)

## Особливості будови

### Кузов

#### Особливості конструкції

Вигляд люків

Кузов автомобіля металевий, відкритого типу, чотиримісний, двохдверний, напівнесучої конструкції із відкидним заднім бортом. За допомогою зварного з'єднання кузов сполучений із рамою, яка є основним несучим елементом автомобіля. Є дві комплектації даху: пластиковий або тентовий. Двері металеві, фіксуються у відкритому положенні, із знімними надставками, в які вмонтовані вікна із рухомими кватирками. Капот захисту моторного відсіку кріпиться за допомогою двох металевих петель на облицюванні автомобіля, і фіксується в закритому положенні замком. У відкритому положенні капот встановлюється за допомогою опори у вертикальному положенні, забезпечуючи безперешкодний доступ до силового агрегату. Задній борт у відкритому положенні може бути використаний при перевезенні довгих вантажів. Площа платформи при складених задніх сидіннях становить 1.4 м². У підлозі автомобіля знаходяться спеціальні люки для забезпечення доступу до коробки передач, заливної пробки редуктора заднього моста, бензопроводів та датчика рівня палива. Люки замикаються кришками із гумовими ущільнювачами і закріплюються гвинтами. Для захисту покриття від механічних ушкоджень, а також для покращення термо та шумоізоляції дно кузова покрите спеціальною бітумною мастикою. Кузов перед фарбуванням ґрунтується. З метою підвищення періоду служби кузова, найбільш податливі до корозії частини обробляються антикорозійною сумішшю.

#### Система обігріву
Автомобіль має незалежну від двигуна систему обігріву, яка складається із обігрівальної установки і повітряних каналів, що забезпечують подачу повітря в обігрівач та подачу нагрітого повітря у салон автомобіля.

#### Система вентиляції
При експлуатації автомобіля передбачені дві самостійні системи вентиляції, які застосовуються в залежності від умов експлуатації. Перша система дає можливість постачати повітря в салон автомобіля через дверні вікна — переміщуючи передню кватирку вікна по горизонталі, щоб регулювати інтенсивність повітряного потоку.
Для вентиляції салону у холодну погоду, коли користуватись рухомими кватирками дверей небажано, застосовується інша система, при якій повітря надходить через зовнішній вентиляційний люк, який знаходиться перед лобовим склом. Повітря потрапляє в автомобіль внаслідок руху автомобіля. Керування положенням люка здійснюється з салону важелем 18 (Мал. 5). Користуватись люком також можна і при спеці.

### Двигун
Докладніше у статті МеМЗ-969А
| Двигун                             |                                                       |
| Модель                             | МеМЗ-969А                                             |
| Тип                                | Чотиритактний, карбюраторний, повітряного охолодження |
| Кількість циліндрів і розташування | 4 циліндри, V-подібне, із кутом розвалу 90о           |
| Порядок роботи циліндрів           | 1-3-4-2                                               |
| Діаметр циліндра, мм               | 76                                                    |
| Хід поршня, мм                     | 66                                                    |
| Робочий об'єм, л                   | 0.9 — 1.197                                           |
| Ступінь стиснення                  | 7.2                                                   |
| Номінальна потужність, кВт (к. с.) | 29.4 (40) при 4 100-4 300 об/хв                       |

### Шасі

#### Трансмісія

##### Зчеплення
На автомобілі встановлене сухе однодискове зчеплення. За допомогою зчеплення колінчастий вал з'єднується із первинним валом коробки передач. Крутний момент на вал (11) передається веденим диском (4) зчеплення, фрикційні накладки якого при увімкнутому зчепленні притиснені до маховика (1) натискним диском (5) за рахунок зусиль шести пружин (6), встановлених в кожусі. Кожух кріпиться до маховика шістьма болтами (3). Натискний диск зчеплення разом із кожухом балансується статично, допустимий дисбаланс 20. Ведений диск також балансується статично, допустимий дисбаланс не більше (15). Маточина веденого диска (4) знаходиться на шліцах (11) коробки передач і може по них переміщуватись. Вимкнення зчеплення проводиться за допомогою натискання підп'ятником (6) на п'яту (5), яка, діючи на важелі (16), опирається однією стороною на стійку (17), а іншою на прокладки регулювальних гайок (18), долаючи при цьому опір пружин (6), відводять натискний диск. Для підвищення зносостійкості поверхні п'яти (15) і шайб під регулювальними гайками (18) фосфорують і протирають цей фосфатний шар речовиною на базі сульфіду молібдену.
За типом, привод вимкнення зчеплення є гідравлічним. Педаль (2) із запресованими пластмасовими втулками встановлена на спільній із педаллю гальм осі (8). Вісь встановлена на загальному для головних циліндрів зчеплення та гальм кронштейні (9). Силовий агрегат у автомобілі встановлений на амортизаційних опорах, у русі автомобіля сприймає просторові коливання відносно кузова.

##### Коробка передач

Деталі КПП

Загальний вигляд коробки передач автомобіля

На автомобілі встановлена механічна, двовальна, п'ятиступінчаста коробка передач, із чотирма передачами вперед і однією назад. Шестерні I, II, III, IV та першої сходини понижувальної передачі косозубі і знаходяться у постійному зачепленні. Вмикання передач проводиться за допомогою муфт, що знаходяться на ступицях, і блоків. Для безударного та безшумного перемикання між I, II, III, IV передачами встановлені синхронізатори. Шестерні передачі заднього ходу та понижувальної прямозубі.
Понижувальна передача вмикається тільки після увімкнення редуктора заднього моста, при нейтральному положенні важеля коробки передач
Картер (22) виготовляється литтям із магнієвого сплаву МЛ-5. Він являє собою блочну конструкцію, розділену перегородками на три секції: у першій, від сторони маховика розміщена головна передача, у другій — I, II передачі і передача заднього ходу, у третій секції — III, IV передачі. Перша і друга секції взаємопов'язані між собою маючи спільний отвір (31) для зливу оливи із вмонтованим магнітом для збирання металевих ошурок. У отвір картера встановлюється редуктор (69) приводу спідометра. Кріплення редуктора до картера здійснюється двома болтами, ущільнення забезпечується гумовим кільцем (70). До передньої частини картера (22) кріпиться картер зчеплення (30), до задньої перехідна пластина (45) і картер (3) понижувальної передачі. Зверху, на картері понижувальної передачі вмонтовані механізми перемикання передач і увімкнення заднього моста.
| Коробка передач        |                                                                           |
| Тип                    | Механічна, двовальна                                                      |
| Компонування           | В корпусі з диференціалом і головною передачею (привод на передні колеса) |
| Кількість передач      |                                                                           |
| Для руху вперед        | 4                                                                         |
| Для руху назад         | 1                                                                         |
| Передавальні числа     |                                                                           |
| I                      | 3.8                                                                       |
| II                     | 2.118                                                                     |
| III                    | 1.409                                                                     |
| IV                     | 0.964                                                                     |
| Понижувальна передача  | 7.2                                                                       |
| Передача заднього ходу | 4.156                                                                     |

##### Приводний вал

Приводний вал

Приводний вал служить для передачі крутного моменту від коробки передач до редуктора заднього моста і створення жорсткої системи: коробка передач — редуктор заднього моста. Він складається із вала (9), торсійного типу і обертається у корпусі (12) на трьох підшипниках. Передача крутного момента від коробки передач до редуктора заднього моста здійснюється через зубчастий фланець (2) коробки передач, компенсаційну муфту, вал (9) із встановленими на його кінцях зубчастими хвостовиками (5), компенсаційну муфту та зубчастий фланець (13) редуктора заднього моста. Осьове переміщення компенсаційних муфт обмежується упорними кільцями (4). Корпус (12) жорстко з'єднує коробку передач із редуктором заднього моста. Між фланцями з'єднань встановлені ущільнювальні прокладки (1). Олива в корпусі утримується манжетами коробки передач і редуктора заднього моста. У нижній частині корпусу є два оливоспускні канали і збоку контрольний, які закривається корками (14). Заливається олива в отвори при повернутому сапуні(8).

##### Півосі
Півосі призначені для передавання крутного момента від головної передачі переднього і заднього мостів, до колісних редукторів.
На автомобілі встановлені півосі повністю розвантаженого типу. Одним кінцем піввісь проковзує сухарями в пазах півосьової шестерні диференціала, а іншим через карданний шарнір з'єднується із колісним редуктором. Сухарі вільно посаджені на палець, який запресований у головку півосі. З'єднання півосі із фланцем шліцевого типу. Від осьового переміщення піввісь стопориться штифтом. Всі півосі на автомобілі за конструкцією і розмірами однакові, а фланці відрізняються довжиною і розміщенням отворів під штифт. Для захисту головної передачі і підшипника від потрапляння бруду встановлюється захисний гумовий елемент («Пильник»), в корпусі — манжета на піввісь встановлене брудозахисне кільце.
Конструкція диференціала із веденою шестернею головної передачі заднього моста, а також регулювання положення ведучої шестерні за монтажним розміром і зазором в головній передачі заднього моста аналогічні у головній передачі КПП. Особливістю конструкції заднього моста є наявність механізму блокування диференціала, який розміщується у лівій частині редуктора і складається з кришки, шестерні півосі, маточини муфти, стопорного штифта, муфти і вилки у комплекті із штоком. Кришка має подовжену маточину, в кінці якої по зовнішньому діаметру виконані шліци. У кришці розміщена ліва шестерня півосі, яка має також подовжену маточину із шліцами, на які встановлена маточина муфти із внутрішніми і зовнішніми шліцами. Для фіксації маточини муфти на шестерні служить штифт.
Блокування вмикається переміщенням муфти по зовнішніх шліцах маточини на шліци кришки, від чого півосьові шестерні стають нерухомими і відносно корпусу диференціала. Шток вилки вмикання блокування фіксується кулькою у вимкненому та увімкненому положеннях блокування.
Також слід пам'ятати, що вмикання блокування диференціала потрібно проводити у русі автомобіля по прямій у разі проїзду через, різного типу, бездоріжжя.

##### Редуктор заднього моста
Редуктор заднього моста автомобіля має головну передачу із конічними спіральними шестернями. Для збільшення прохідності автомобіля у конструкції редуктора передбачене блокування диференціала. Головна передача розміщена у картері. Для підвищення жорсткості на зовнішніх поверхнях картера і його кришки є звивини. Картер і кришка з'єднуються шпильками і затяжними гайками. Прокладка між картером і кришкою не ставиться, а при кінцевій збірці ущільнення отвору проводиться за допомогою спеціальної пасти. Шпильки служать для кріплення редуктора до кронштейна кузова автомобіля. Ведуча шестерня встановлена у гнізді картера редуктора на двох конічних підшипниках. Між внутрішніми обоймами підшипників встановлена розпірна втулка і набір регулювальних прокладок. Внутрішня обойма переднього підшипника і набір регулювальних прокладок підтискаються маслознімним кільцем і зубчастим фланцем, встановленим шліцах шестерні і затискаються гайкою. Зовнішня обойма переднього підшипника притискається кришкою.

#### Ходова частина

##### Підвіска

Елементи підвіски

Підвіска автомобіля незалежна, важільно-торсійна, із телескопічними гідравлічними амортизаторами подвійної дії. Передня і задня підвіски складаються із поздовжніх важелів, торсіонів і амортизаторів. Торсіони є основними рухомими елементами підвісок.
У вилках важелів (43) передньої підвіски на шворнях (2) встановлені поворотні кулаки (10), до яких кріпляться колісні редуктори разом із гальмівними механізмами. На задній осі колісні редуктори кріпляться до важелів підвіски. Вісь підвіски зварної конструкції, складається із двох сталевих труб, шліцевої втулки і двох кронштейнів, за допомогою яких підвіска кріпиться до рами кузова болтами (36). На осі встановлені важелі із запресованими у них металокерамічними втулками (42) і (52). Розміщення важеля і торсіона на осі фіксується болтами (51) і (32). При поломці торсіона, яка може виникнути у русі, важіль від сходу з осі утримується шайбою (40), що кріпиться до рами болтом до лонжерона рами. Хід колеса вверх обмежується гумовим буфером (18), а вниз обмежувачем (17). Втулки (52) і (42) важеля змащуються мастилом, що подається у маточину важеля через маслінку (45). Поверхня маточини важеля і осі підвіски герметизується гумовим кільцем (39) і прокладкою (46). У вилки важеля передньої підвіски запресовані шворні (2), зажаті через кулак (10) накладками (3). Шворінь від повороту у вилці запресований штифтом (13). Змащувальний матеріал до поверхонь тертя надходить від мастильниці (1) каналами у шворні. Для герметизації з'єднання встановленні манжети 8 і заглушка (7).
Торсіони виготовлені із високоякісної сталі. Поверхня стержня торсіона укріплена чеканкою.
Параметри встановлення коліс
| Дані для встановлення передніх коліс для автомобіля із повною завантаженістю: |       |
| Розвал коліс(не регулюється), градо                                           | 1o30' |
| Кут поздовжнього нахилу шворня (не регулюється)                               | 10о   |
| Кут поперечного нахилу шворня (не регулюється)                                | 7о    |
| Сходження коліс, мм                                                           | 1…3   |
| Кут повороту переднього внутрішнього колеса                                   | 30о   |
| Кут повороту переднього зовнішнього колеса                                    | 23о   |

##### Колеса
На автомобілі встановлені колеса, що складаються із штампованих дисків і приварених до них ободів. Колесо кріпиться до вала веденої шестерні колісного редуктора спеціальними гайками. Для точного розміщення колеса відносно осі вала веденої шестерні, гайка і отвір в диску мають конічну фаску. Шини, що застосовуються на автомобілі, низького тиску, із типом протектора для пересування бездоріжжям(ИВ-167), або із малюнком протектора під тверде покриття.

#### Механізми керування

##### Рульове керування

Рульове керування, застосовується на автомобілі із лівим розташуванням кермової колонки, яка має травмобезпечний рульовий вал із блокувальним пристроєм. У систему входять: кермове керування, яке складається із кермового механізму з валом та кермом, і кермовий привод, що має у своєму складі систему тяг кермової трапеції.
Рульове керування автомобіля складається із рульового механізму, типу глобоїдальний черв'як — двохгребінний ролик, вала рульового колеса із травмобезпечним деформуючим елементом. Кріплення рульового механізму до лонжерона рами здійснюється за допомогою трьох болтів, два з яких вкручуються в розпірні втулки лонжерона, а третій болт за допомогою гайки кріпиться до кронштейна, привареного знизу до лонжерону. Положення рульової колонки відносно поздовжньої осі автомобіля регулюється за допомогою регулювальних шайб, встановлених між опорною площиною картера рульового механізму й лонжероном. Для захисту манжети верхнього підшипника від бруду та води служать ущільнювач і кільце. Кріплення вала рульового колеса до рульового механізму забезпечується болтом, що вкручується у кермову втулку вала. Верхній кінець вала кріпиться на кронштейні за допомогою опори, двох болтів і гайок. До опори кріпиться перемикач, що служить для перемикання світла фар та індикаторів поворотів. Опора вала із закріпленими вузлами закрита пластмасовими кожухами. На рульовому валу знаходиться звуковий сигнал, що складається із кнопки звукового сигналу, привода, контактної та ізоляційної втулок.

Рульовий привод служить для передачі зусилля від рульового механізму до керованих коліс. Він складається із сошки, поздовжньої тяги, правого та лівого кронштейнів маятникових важелів, поперечної тяги і бокових тяг і, які піддаються регулюванню. У рульовому приводі використовуються шарніри типу ВАЗ. Шарнір складається із шарового пальця, розрізного пластмасового вкладиша. Підтискання вкладиша для встановлення зазору здійснюється конічною пружиною, яка спирається на опорну шайбу, що утримується в наконечнику із допомогою стопорного кільця. З'єднання шарового пальця із тягою конусне (конусність 1:10). Натяг у з'єднанні забезпечується затягуванням гайки, яка після затягнення стопориться шплінтом. Внизу шарова опора ущільнюється гумовим кільцем і змащується із сторони упорної шайби мастикою. Захист опори зверху здійснюється чохлом, який кріпиться на кінці тяги шплінтом, а зверху притискається до кільця. Простір чохла наповнюється мастилом. Конструкція шарнірів забезпечує довгий час служби рульового привода без проведення регулювальних робіт.

##### Гальмівна система
Автомобіль обладнаний робочою, стоянковою та запасною гальмівними системами. Запасною гальмівною системою вважається один із незалежних контурів привода робочої гальмівної системи. На автомобілі встановлені гальмівні механізми барабанного типу із системою що забезпечує автоматичне регулювання зазору між колодками та барабаном. Для керування гальмівними механізмами коліс автомобіль обладнаний двома самостійними приводами — гідравлічним, що діє на всі колеса, і механічним який діє тільки на задні колеса. Гідравлічний привод гальм роздільний (двоконтурний), приводить в дію гальмівні механізми передніх і задніх коліс. Незалежний роздільний привод гальмівних механізмів передніх і задніх коліс значно підвищує безпеку руху автомобіля і виконує функції запасної гальмівної системи у разі виходу з ладу одного із контурів. В систему гідравлічного привода передніх коліс включений гідровакуумний підсилювач, який підвищує тиск в приводі та ефективність гальмівної системи.

### Електрообладнання

#### Акумуляторна батарея
На автомобілі встановлена акумуляторна батарея типу 6СТ-55.

#### Генератор
У автомобілі встановлений генератор змінного струму моделі Г-501 або Г-502, в залежності від комплектації. Пристрій являє собою трифазну, шестиполярну електричну машину із електромагнітним збудженням та вбудованим електромагнітним випрямним блоком БВГ-2А, з'єднаними у трьохфазну електричну схему двохпівперіодного випрямляча.
| Показник                                                            | Значення                     |
| ------------------------------------------------------------------- | ---------------------------- |
| Напрям обертання                                                    | правий (від сторони привода) |
| Номінальна напруга, В                                               | 12                           |
| Максимальна сила струм, А                                           | 30                           |
| Максимальна частота обертання ротора, об/хв                         | 7 500                        |
| Розміри мідно-графітових щіток, мм                                  | 6,5 х 6 х 13                 |
| Масса генератора, кг                                                | 3,5                          |
| Передавальне відношення шківа колінчастого вала до шківа генератора | 1,35                         |

#### Реле блокування
Реле блокування складається із електро-магнітного реле із нормально замкнутими контактами і випрямного містка, сконструйованого із кремнієвих діодів для живлення електромагнітного реле постійним струмом. При вмиканні запалювання замикаються контакти допоміжного реле стартера і спрацьовує втягуюче реле вмикання стартера.

#### Система запалювання
На автомобілі встановлена класична система батарейно-котушечного запалювання, із однією свічкою запалювання на один циліндр двигуна.

#### Запобіжники
В систему електрообладнання автомобіля включені такі запобіжники:
- два термометалічних, типу кнопки, із номінальним струмом 20А для захисту електричних кіл обігрівача, освітлення кузова та підкапотного простору, штепсельної розетки, звукового сигналу та систем аварійної сигналізації гальм. Запобіжники встановлені у панелі приладів.

| Контрольна точка | Температура оливи за термометром, Со | За приладом на панелі, Со | Опір датчика, Ом |
| ---------------- | ------------------------------------ | ------------------------- | ---------------- |
| 1.               | 40                                   | 36…52                     | 360…490          |
| 2.               | 80                                   | 75…85                     | 126…150          |
| 3.               | 100                                  | 95…105                    | 80…92            |
| 4.               | 120                                  | 113…125                   | 51…62            |

- Три плавких, з номінальним струмом 6А для захисту кола живлення контрольно-вимірювальних приладів, ліхтаря, вимикача заднього ходу і реле-переривника вмикача поворотів. Запобіжники встановлені під панеллю приладів.
- Один термобіметалічний із номінальним струмом 3,5А для захисту кола живлення електродвигунів омивача та очисника вітрового скла. Запобіжник встановлений у моторній частині автомобіля.
- Блок із шести плавких запобіжників, встановлений в салоні, із лівої сторони під панеллю приладів.

#### Склоомивач
Окрім склоочисника, для очищення вітрового скла в автомобілі встановлений механізм для омивання вітрового скла. Він складається із бачка, в якому встановлений насос із приводом від електродвигуна, розпилювачів, встановлених в головці, і гумових патрубків. При роботі омивача, напрямок рідини повинен бути зосереджений у верхню частину сектора, ходу двірника. Зміна напряму потоку рідини забезпечується поворотом розпилювача в головці. Для забезпечення роботоздатності насоса омивача потрібно постійно слідкувати за рівнем омиваючої рідини в бачку, не нижче 20 мм над дном бачка.

## Додатки

### Манжети
| Модель манжети             | Місце встановлення на автомобілі                                        | Кількість на автомобіль | Внутрішній діаметр, мм | Зовнішній діаметр, мм | Ширина, мм |
| -------------------------- | ----------------------------------------------------------------------- | ----------------------- | ---------------------- | --------------------- | ---------- |
| 245.1005034                | Корпус оливного насоса                                                  | 1                       | 30                     | 45                    | 7          |
| 245.1005160                | Тримач манжети колінчастого вала                                        | 1                       | 70                     | 90                    | 10         |
| 245.1006043                | Головка циліндрів                                                       | 1                       | 40                     | 55                    | 7          |
| 245.1007026                | Головка циліндрів                                                       | 8                       | 8                      | 10.8                  | 10.3       |
| 968-1601298-А              | Ведучий вал коробки передач                                             | 1                       | 24                     | 45                    | 10         |
| 969-2402052                | Маточина увімкнення заднього моста, вал ведучої шестерні заднього моста | 2                       | 35                     | 55                    | 10         |
| 965-2403100                | Вал сошки і вал рульового керування                                     | 2                       | 23                     | 35                    | 7          |
| 965-3104034 (1.2-42х62-1)  | Вали колісних ведучих та ведених шестерень колісних редукторів          | 8                       | 42                     | 62                    | 10         |
| 969М-2304050               | Шкворні поворотних кулаків                                              | 4                       | 32                     | 44                    | 10         |
| 469-2201028                | Хрестовина карданів півосей                                             | 16                      | 17.5                   | 27.6                  | 4.0        |
| 969М-2303100 (2.2-25х42-1) | Кришки корпусів підшипників півосей                                     | 4                       | 25                     | 42                    | 10         |

## Переваги та недоліки автомобіля

### Переваги
- Низька вартість автомобіля
- Взаємозамінність деталей із іншими марками(наприклад із ЗАЗ)
- Підвищена прохідність
- Низькі ціни на запасні частини

### Недоліки
- Високий рівень шуму, суттєва вібрація, низький рівень гідроізоляції, що призводить до дискомфорту під час тривалих поїздок.
- «Важке» рульове керування.
- Погана видимість для водія через заднє вікно.
- Недостатнє освітлення через малопотужний генератор.
- Незручна посадка водія та пасажирів через високі пороги.
- Підтікання бензину через горловину при повному баку.

## Фотогалерея

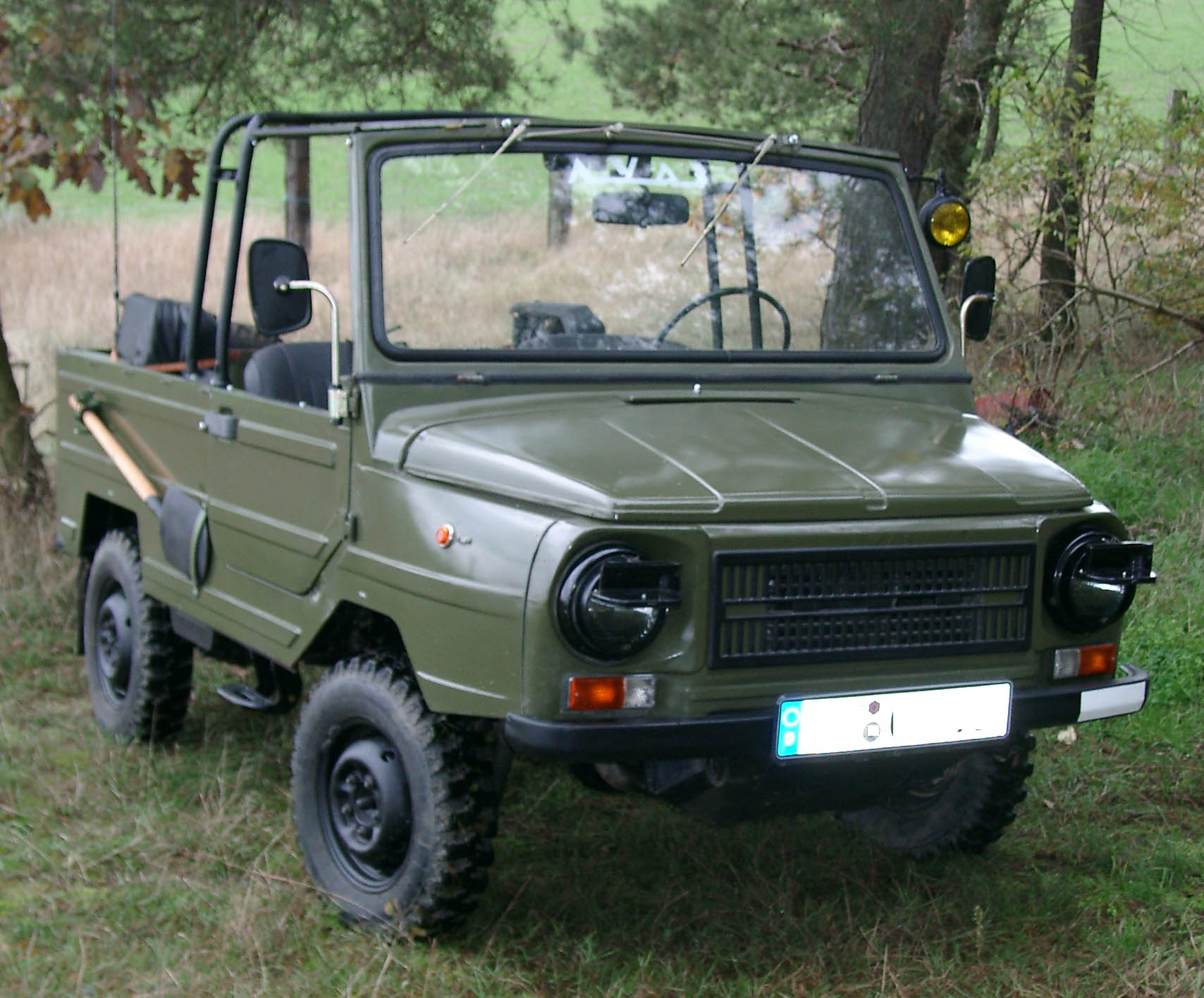
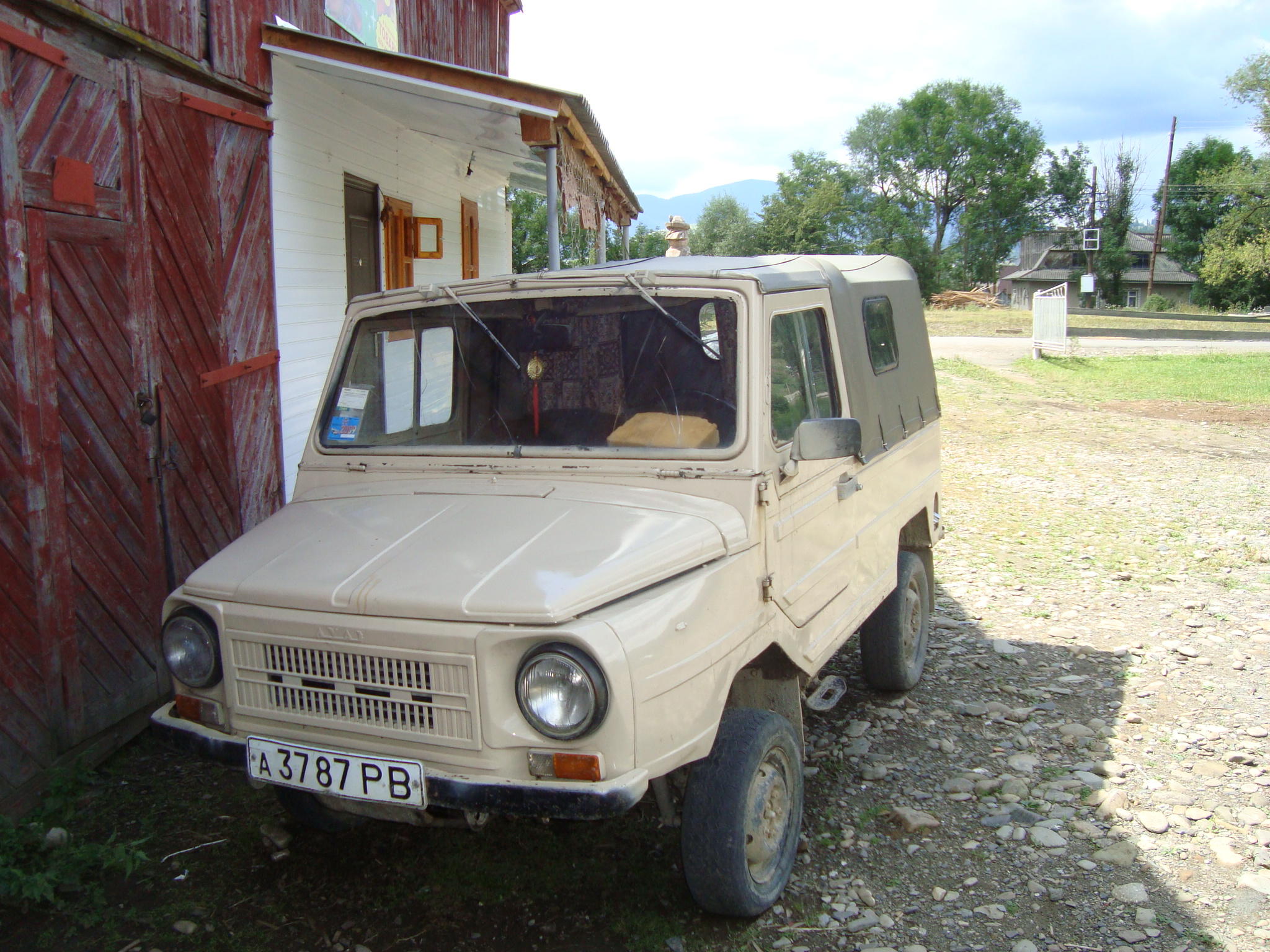
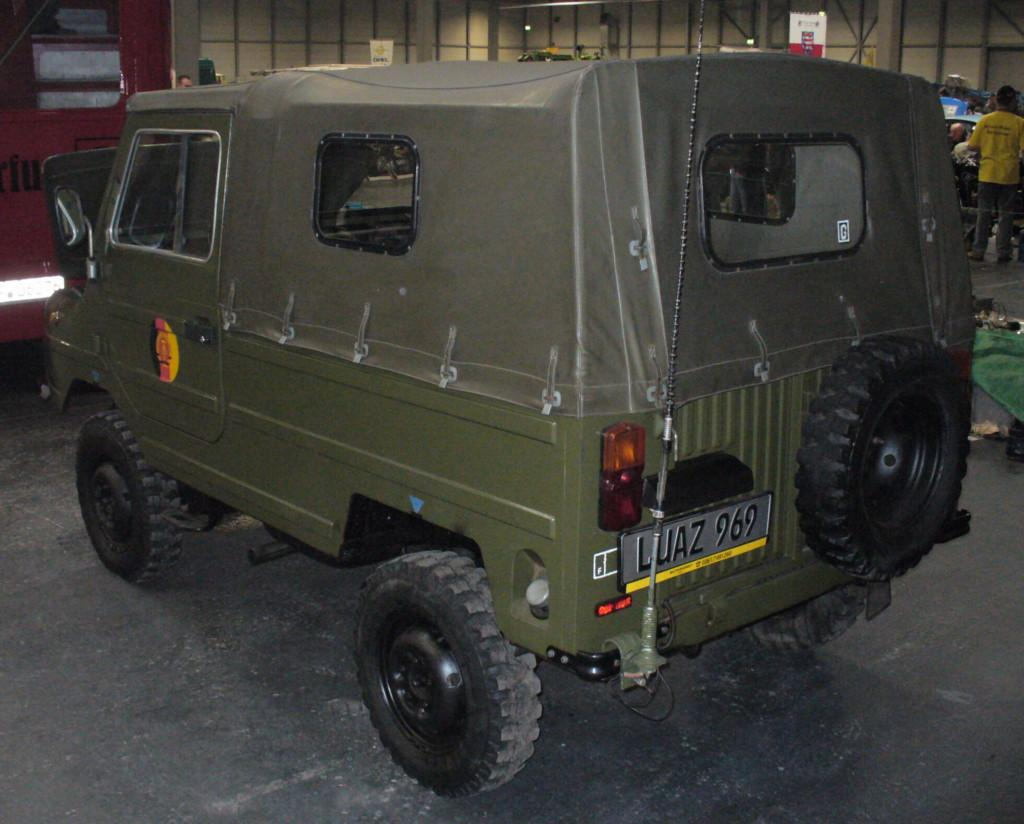
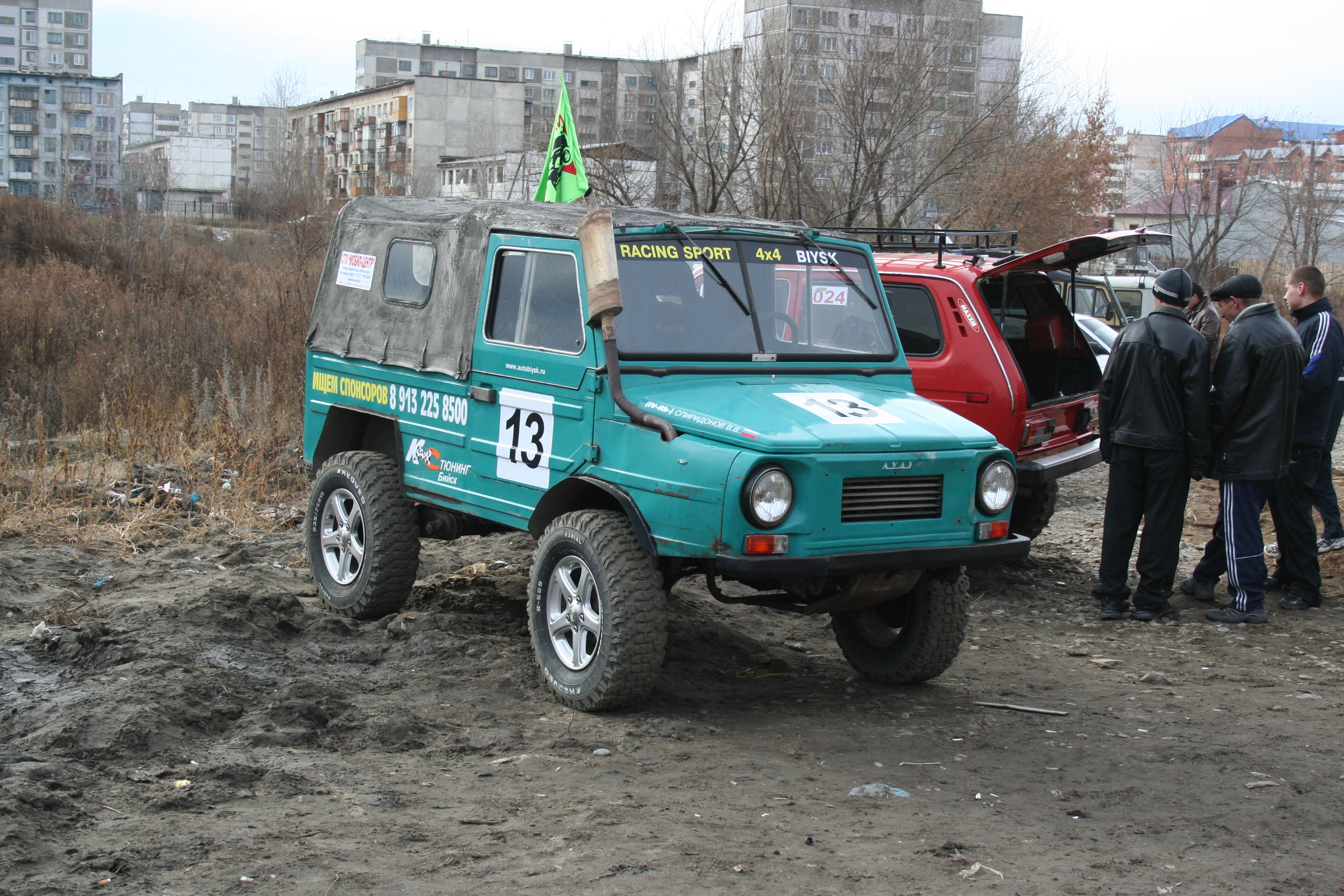
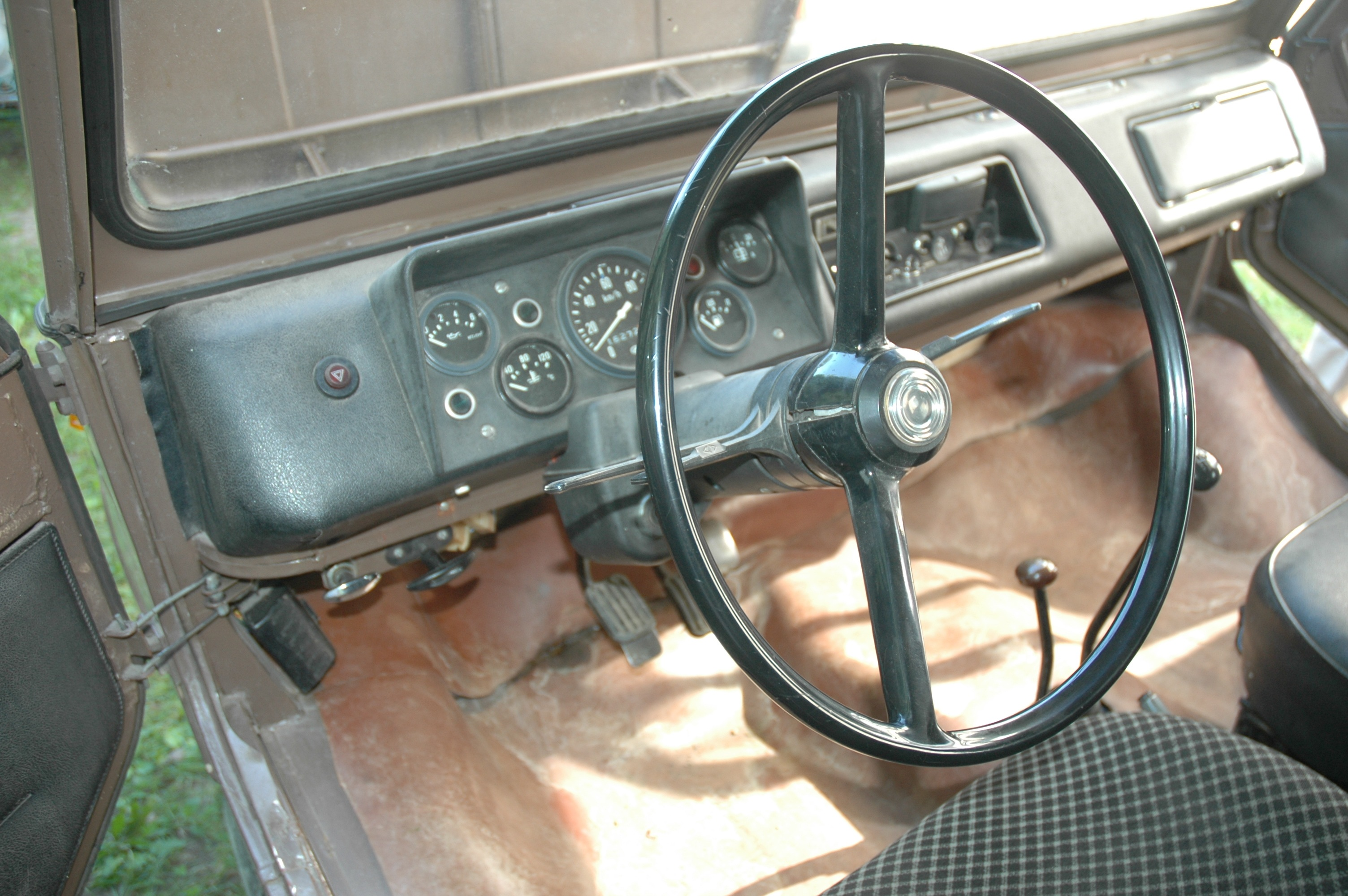